# Ping An Insurance
Ping An (en chino, 中国平安; pinyin, Zhōngguó Píng Ān), nombre completo Ping An Insurance (Group) Company of China, Ltd. es un holding cuyas filiales pertenecen al sector de seguros y servicios financieros. La empresa se fundó en el 1988 y tiene su sede en Shenzhen.

## Empresas
Ping An Insurance Group es el holding de Ping An Life Insurance Company of China, Ltd. y Ping An Property & Casualty Insurance Company of China, Ltd. También controla China Ping An Insurance Overseas (Holdings) Limited y Ping An Trust & Investment Co., Ltd. Ping An Insurance Overseas, con sede en Hong Kong, es el segunda holding de empresas filiales situado fuera de China.
Ping An Trust & Investment tiene como sucursales a Ping An Securities y Ping An Bank.
Ping An comenzó como una compañía de seguros contra accidentes. Desde mediados de la década de 1990 Ping An se ha diversificado de los seguros a los servicios financieros y ha comenzado a recibir inversiones de empresas extranjeras. Ping An aceptó inversiones de Morgan Stanley y Goldman Sachs en 1994. En 2002 HSBC obtuvo una participación importante en Ping An. A comienzos de 2008, Ping An acordó tomar una participación del 50% de Fortis Investments, que se había hecho cargo de ABN AMRO Asset Management como resultado de la división de ABN Amro a finales de 2007, pero el acuerdo se canceló en octubre de 2008.
En junio de 2009, se convirtió en un inversor estratégico del Shenzhen Development Bank.

## Propiedad
Ping An es una empresa privada. Richard McGregor, autor de The Party: The Secret World of China's Communist Rulers, dijo que "la verdadera propiedad de muchas de sus acciones no está clara" y que la propiedad de Ping An es una "estructura turbia". En octubre de 2012, The New York Times informó que familiares y socios del primer ministro Wen Jiabao controlaban participaciones en Ping An por valor de al menos US$ 2200 millones en 2007. Pagaron el equivalente de 40 céntimos por acción, mientras que otros comparon la misma acción por $ 1,20. Gracias a una legislación y licencias favorables, la empresa pudo construir una empresa financiera diversa con intereses en seguros, correduría y bancos.
Aunque Ping An se considera una aseguradora local china,[cita requerida] HSBC adquirió el 48,22% de las acciones H mediante diferentes filiales. HSBC posee el 16,8% de todas las acciones de Ping An, lo que lo hace el mayor accionista de la empresa. Charoen Pokphand Group de Tailandia ha conseguido la liquidación de USD 9390 millones de la participación de HSBC. El 10 de mayo de 2013, a pesar de la falta de crédito del China Development Bank, HSBC dijo que "estaba vendiendo su 15,6 de participación en Ping An a HK$ 59 por acción" a Charoen Pokphand Group.

## Mercados
Desde el 24 de junio de 2004 Ping An ha cotizado en la Bolsa de Hong Kong (SEHK: 2318). Ahora también cotiza en Shanghái (SSE: 601318).
Ping An fue elegida como componente del Hang Seng China Enterprises Index (HSCEI) sustituyendo a Anhui Expressway.
La Empresa de Servicios del Hang Seng Index anunció el 11 de mayo de 2007 que Ping An se uniría al Hang Seng Index Constituent Stock (Blue chip Stock) a partir del 4 de junio de 2007.

## Operaciones
Ping An tiene operaciones por toda la República Popular China, y en Hong Kong y Macao mediante Ping An Insurance Overseas. Ping An tiene sucursales o agencias representativas en 150 países.
En 2010, la rama de administración de bienes de Ping'An implementó el sistema de contabilidad de inversión DST Global Solutions' Hiportfolio para realizar sus operaciones de back office.